# Élections municipales guatémaltèques de 2019
Les élections municipales guatémaltèques de 2019 ont lieu le 16 juin 2019 au Guatemala, en même temps que la présidentielle et les législatives.